# 托尼氏突吻魚
托尼氏突吻魚（学名：Varicorhinus tornieri）为輻鰭魚綱鯉形目鲤科的其中一種，分布於非洲喀麥隆Nyong 河流域，體長可達18公分。

## 扩展阅读
維基物種上的相關：托尼氏突吻魚